# Замок Гаасбек
За́мок Га́асбек (нидерл. Kasteel van Gaasbeek) расположен в коммуне Ленник к юго-западу от Брюсселя (бельгийская провинция Фламандский Брабант). К замку примыкает каскад прудов, природный и партерный парки.
Замок Гаасбек был впервые построен около 1236 года Готфридом Лувенским для обороны от соседей из Эно и Фландрии. До Великой французской революции замок оставался родовым домом графов Гаасбеков. Один из графов так восстановил против себя брюссельское население, что в 1388 г. горожане уничтожили замок. В начале XVI века графы Горны отстроили на руинах новый замок; в середине XVI им владел граф Эгмонт. В 1695 году, во время войны за Пфальц, замок разграбила французская армия.

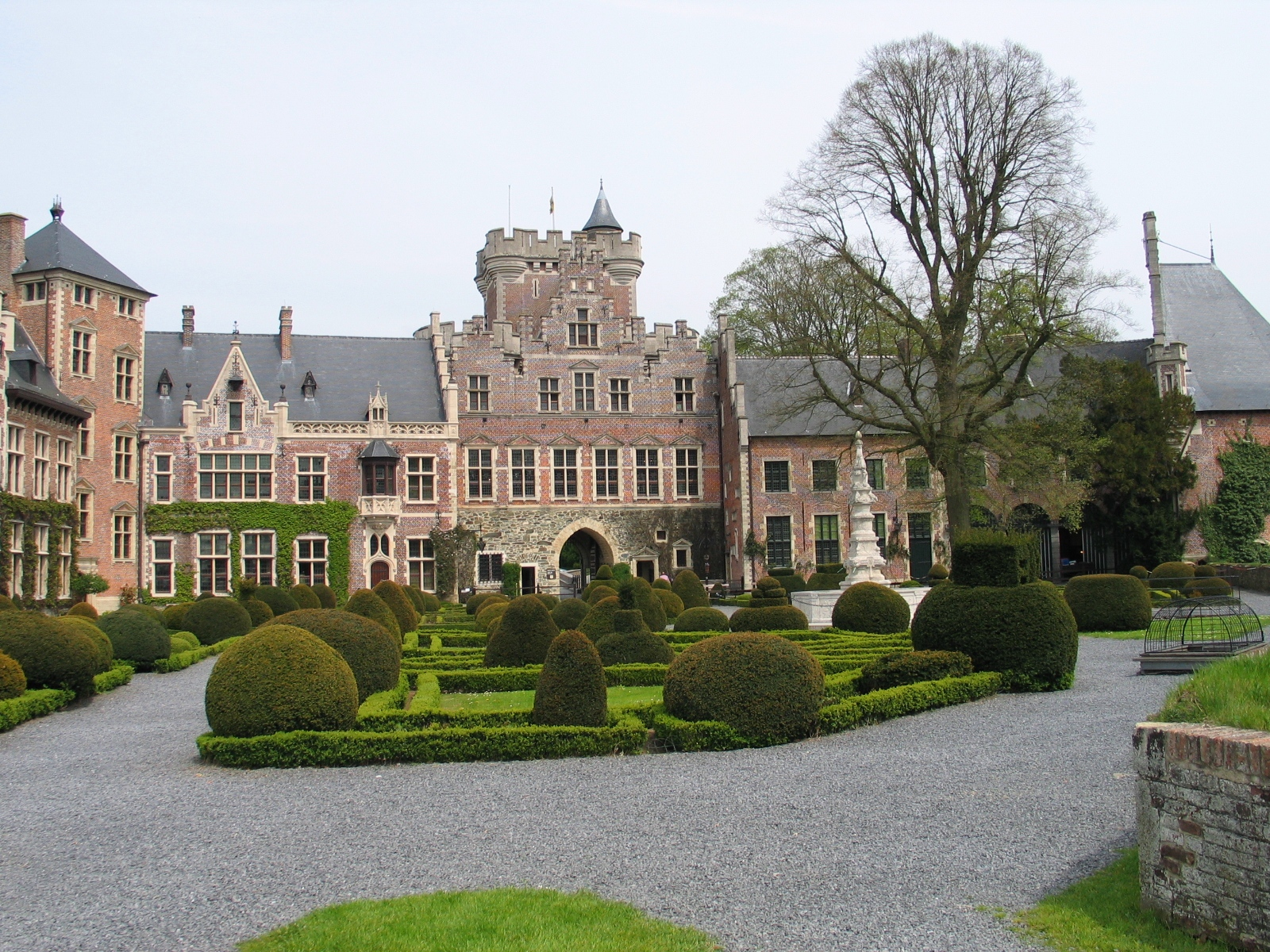

В 1887—1889 годах замок был перестроен архитектором Шарлем Альбером и приобрёл современный вид. В 1921 году маркиза Висконти, последняя владелица замка, передала его по завещанию бельгийскому государству, в 1924 г. здесь открыли музей, а в 1980 г. замок перешёл в руки Фламандского сообщества. Основная часть коллекции — предметы XV—XVI веков из коллекции маркизы Висконти, воссоздававшей в замке атмосферу эпохи Возрождения. В апреле 2004 года публике открыто новое музейное крыло, где, среди прочего, выставлена уникальная ванная комната Висконти с предметами второй половины XIX века и проводятся регулярные «дегустации» ароматов Guerlain — спонсоров музея. В музейном архиве хранятся документы XIII—XVII веков.
Музей в замке и парк открыты для публики с 1 апреля по 4 ноября. Доступ в сады — только организованным группам с экскурсоводом.

## Галерея

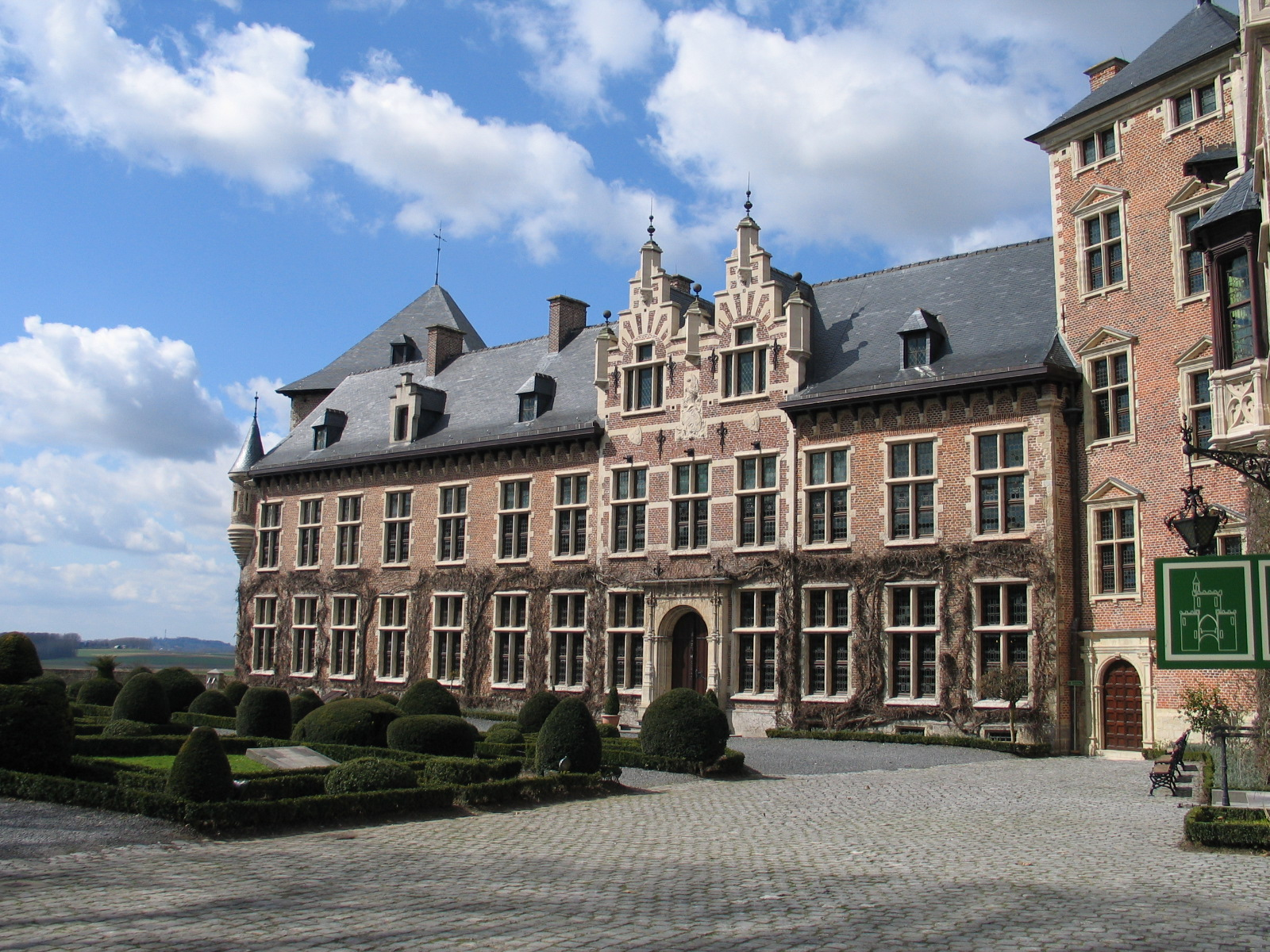
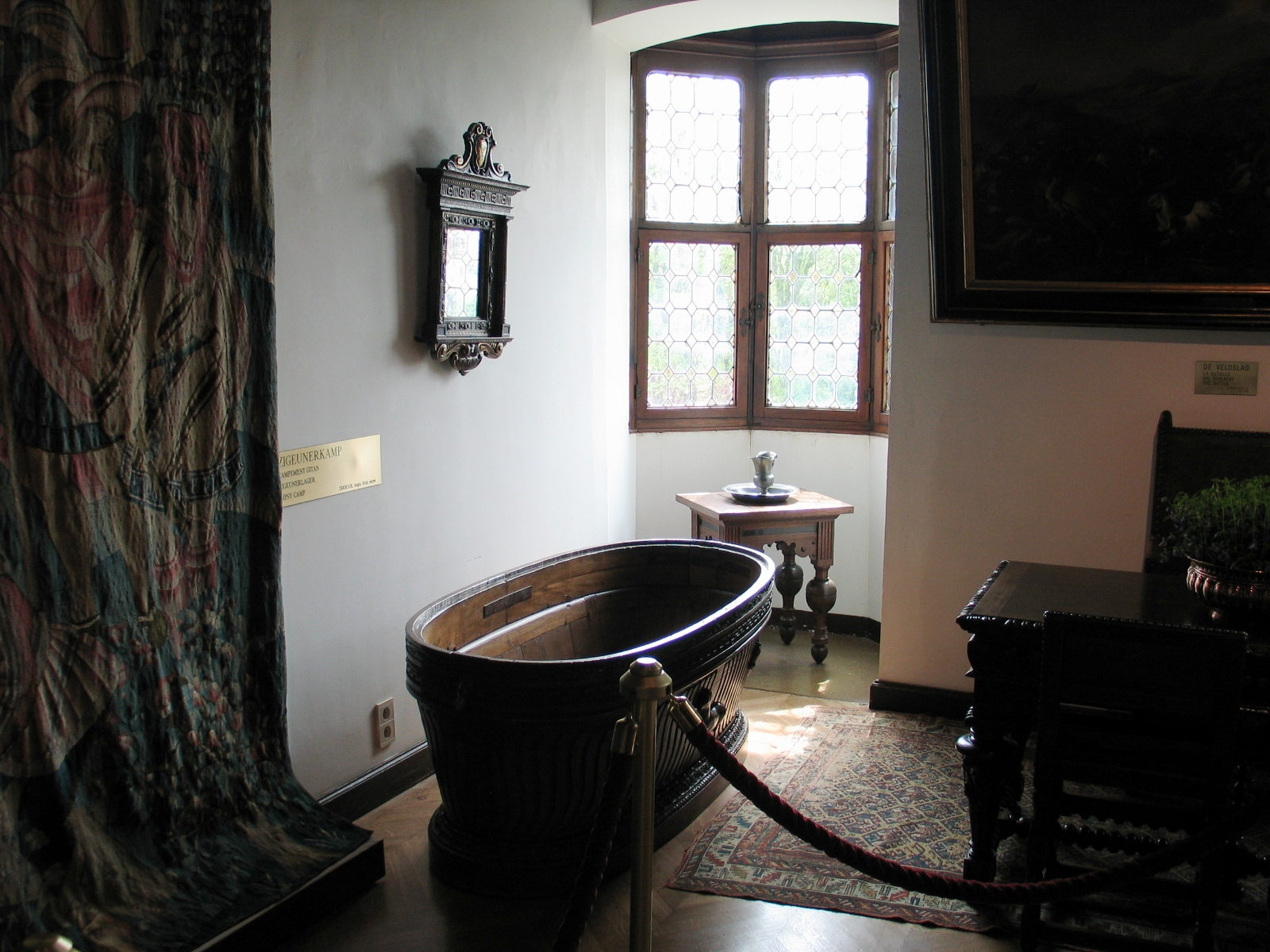
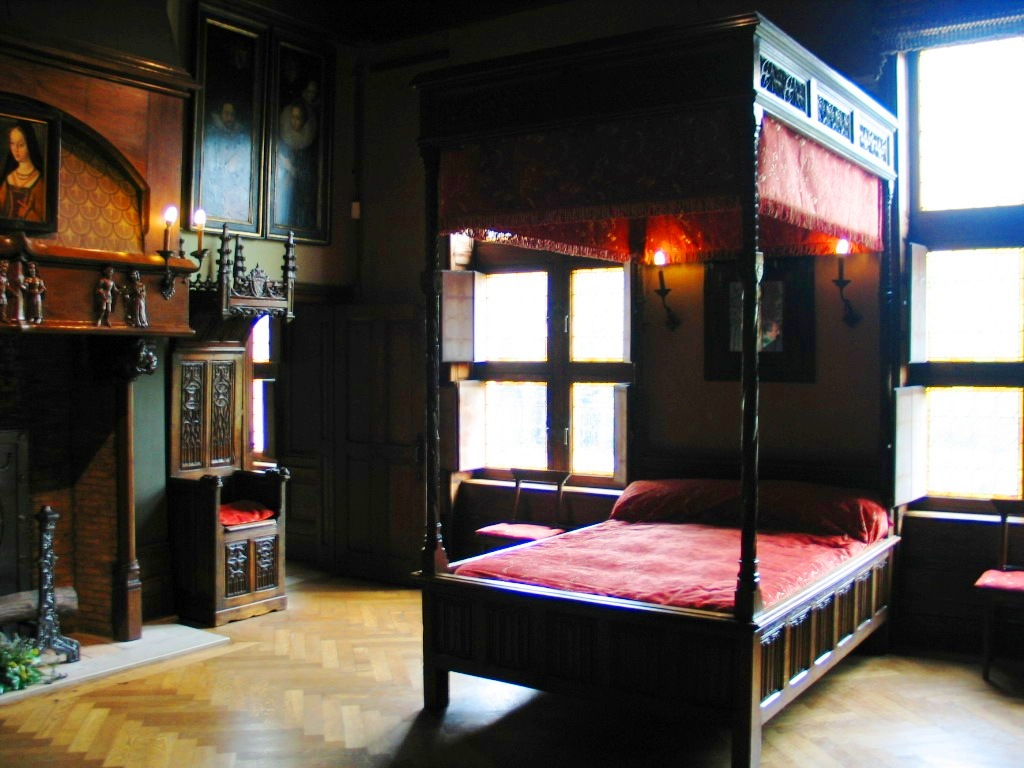
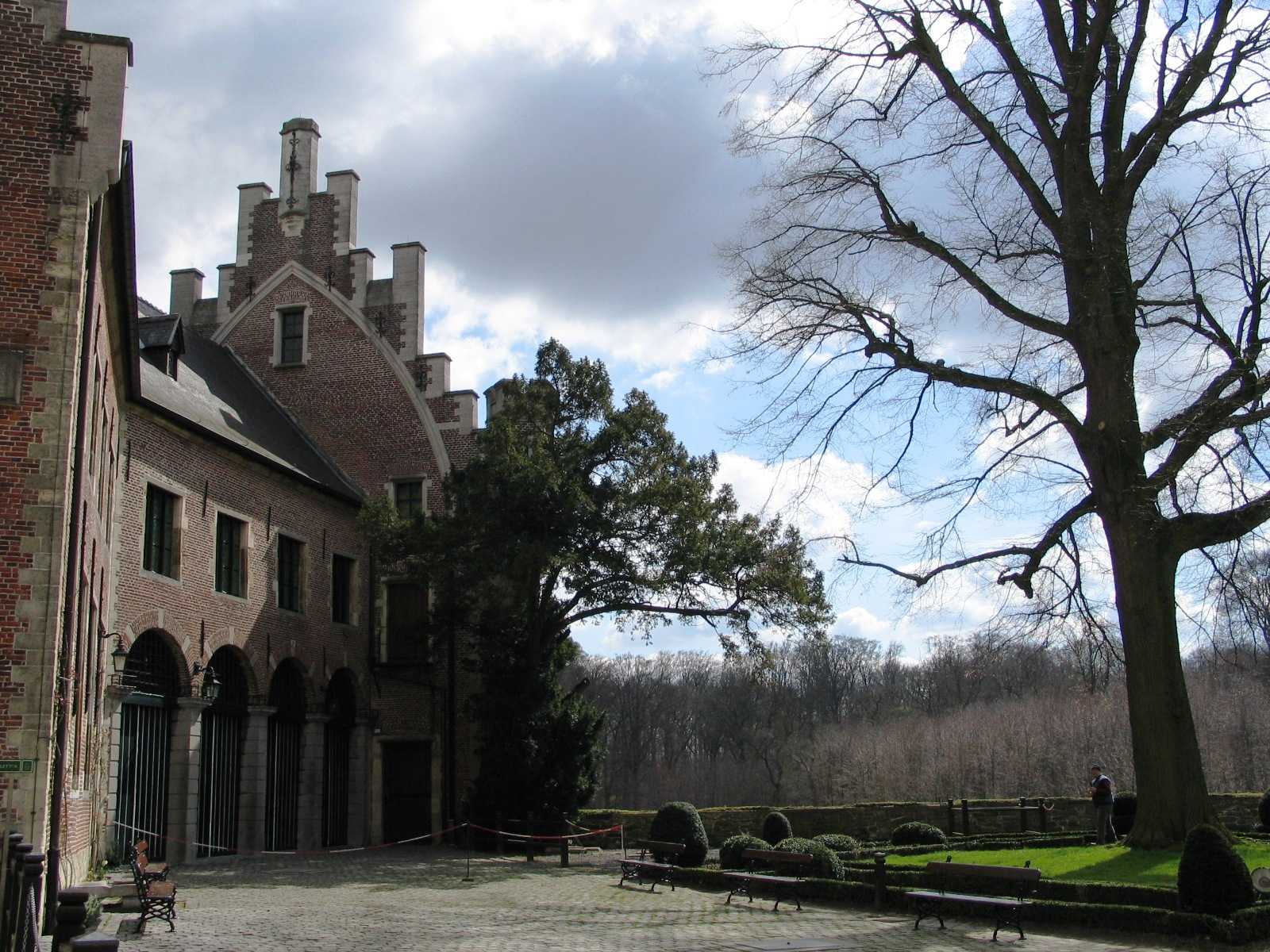
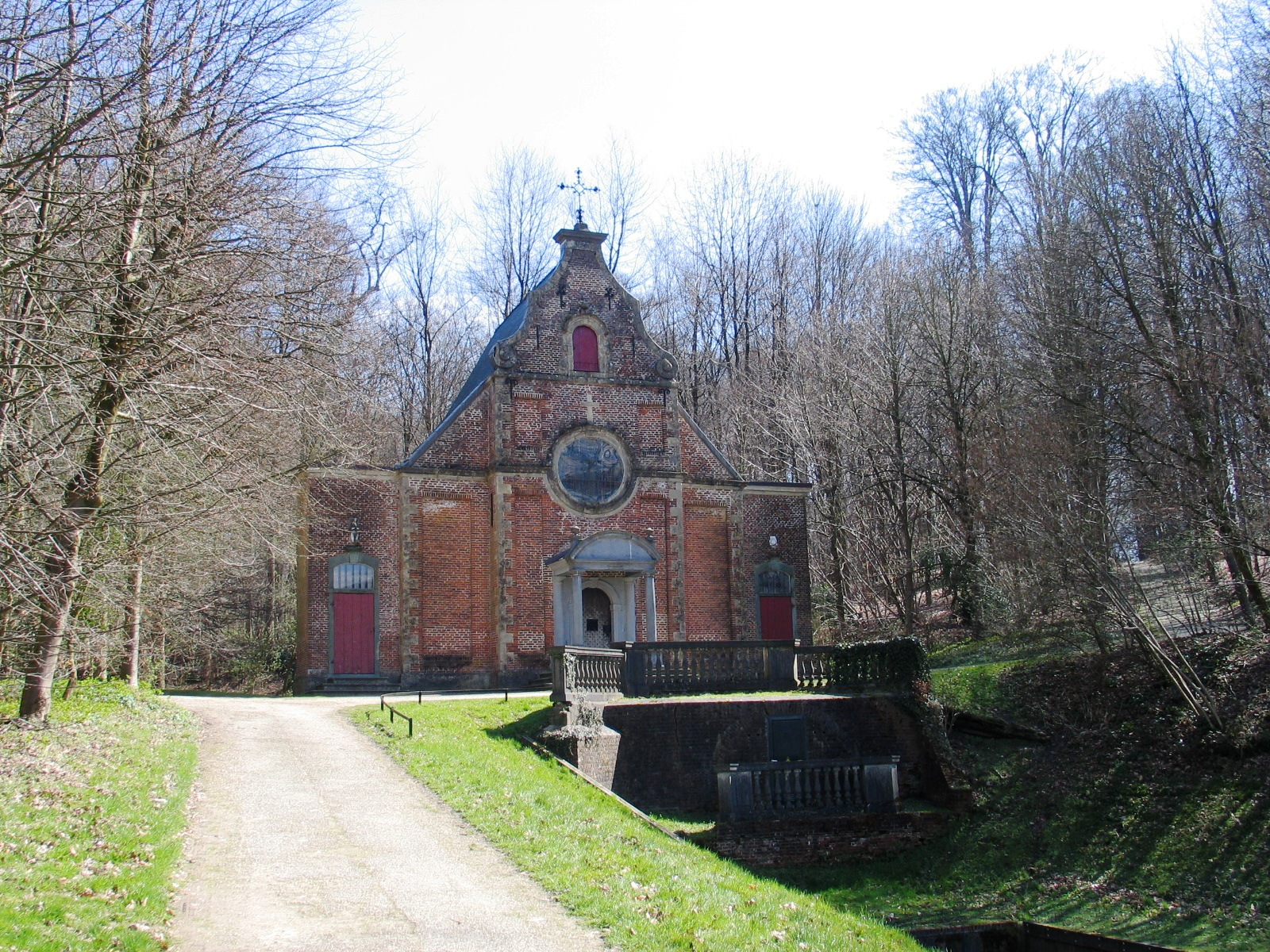
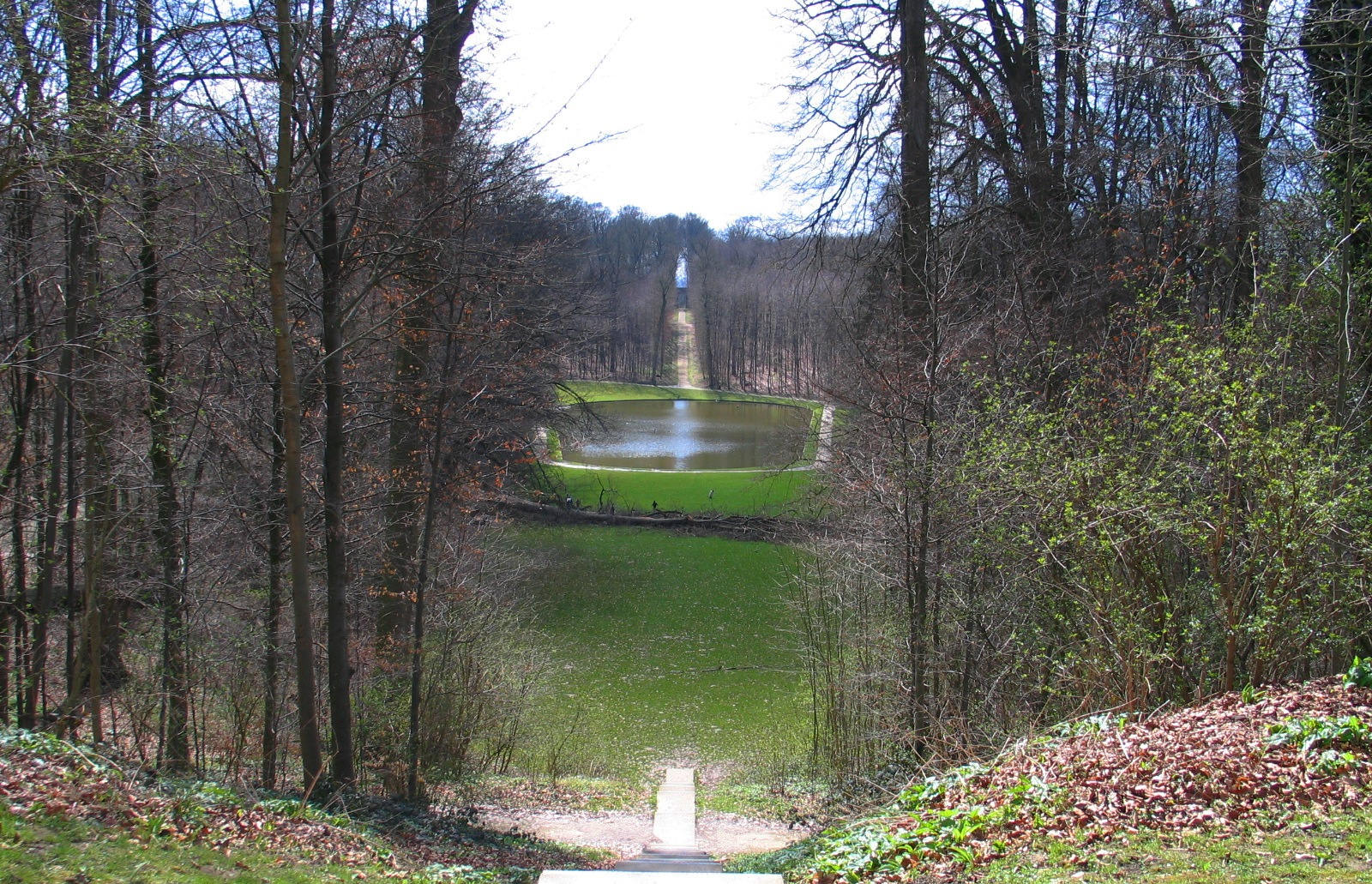